# Belleroche (acteur)
Pour les articles homonymes, voir Belleroche et Poisson (homonymie).
 (août 2020).
Raymond Poisson, dit Belleroche, est un acteur français du XVIIe siècle. Bien que son acte de baptême n’ait pas encore été retrouvé, toutes ses biographies s’accordent à dire que Raymond Poisson serait né « vers 1630 », suivant la version d'Henry Lyonnet. Seul Victor Fournel prétend qu’il serait né en 1633, mais sans donner ses sources. Il est mort à Paris le 9 mai 1690 et inhumé le lendemain.

## Biographie
Il utilisera finalement peu le pseudonyme de Belleroche qu'il s'était choisi au départ, et on le trouve partout cité sous son véritable patronyme, Raymond Poisson, ou sous le nom de Crispin Ier, faisant référence au personnage qu'il joua le plus souvent et qu'il rendit célèbre.
Orphelin de bonne heure, il fut d'abord domestique du duc Charles III de Créquy, puis de son frère François mais, entraîné par le goût du théâtre, Belleroche quitte leur service vers 1650 pour s’enrôler dans une troupe de comédiens et aller jouer en province.
Remarqué par Louis XIV dans un de ses voyages, il intègre la troupe de l'Hôtel de Bourgogne en 1660, afin d'y jouer les premiers rôles comiques. Il y jouera sans discontinuer jusqu'à sa retraite à Pâques 1685.
C’est dans le rôle du valet Crispin que Poisson se distingua particulièrement. Il créa pratiquement ce type, lui donna son physique et le fit évoluer, tout au long de sa carrière, par son jeu et la personnalité qu’il lui conféra - grimaces, bredouillement, acrobaties. Le public aimait tant voir Poisson dans ce rôle qu’on vit ce personnage devenir de plus en plus souvent un premier rôle dans les comédies qui s’écrivirent dès le début des années 1660.
À partir des années 1670, le nom de ce valet apparut même dans les titres des pièces.
Acteur comique également reconnu par ses pairs, ses talents d’improvisation lui permirent de jouer à plusieurs reprises aux côtés des farceurs italiens, notamment de Scaramouche et Arlequin en 1681.
Le 8 août 1680, quand le duc de Créqui rédige les ordres du roi pour la jonction des deux grandes troupes parisiennes, le nom de Poisson figure dans la liste établie par le roi. Il a donc une part de sociétaire dans la nouvelle Comédie-Française, née de la fusion de la troupe de l’Hôtel de Bourgogne et de celle du Guénégaud. Poisson y joue toujours des Crispins, que les auteurs ont fait vieillir avec lui, et il se partage les autres premiers rôles comiques avec Hauteroche, Raisin, très apprécié lui aussi, et les comédiens de l’ancienne troupe de Molière. 
Belleroche est également l'auteur d'une dizaine de pièces de théâtre, publiées entre 1661 et 1681, et rassemblées en un volume d'œuvres en 1679, puis en deux volumes en 1687. On comprend à la lecture des neuf pièces qu’il a écrit qu’il ait été pour la postérité oublié au profit de Molière qui, en plus d’avoir eu comme lui le génie de la scène, eut celui de l’écriture. Cela dit, il ne manque pas de verve. Sa gaieté peut paraître grossière, sa versification faible et son style souvent trivial, mais ses pièces, qui sont véritablement celles d'un comédien-auteur, permettent de grandes possibilités de jeu et témoignent pour plusieurs d'entre elles des coulisses de la profession à cette époque.
Celle de ses pièces, qui obtint le plus de succès et resta assez longtemps au théâtre, a pour titre Le Baron de la Crasse (1662). Les autres sont Lubin ou le Sot vengé (1661) en vers de huit syllabes, Le Fou raisonnable (1664), L’Après-soupé des auberges (1665) qui fut l'une des premières pièces à jouer sur un comique de langage, avec de nombreux accents, identifiables à l'écrit, Les Faux Moscovites (1668), Le Poète basque (1668), excellente « comédie des comédiens » qui offre aux deux rôles principaux des possibilités de jeu rarement explorées, Les Femmes coquettes (1670), sa seule comédie en cinq acte, La Hollande malade (1672), Les Fous divertissants (1680).
Ses Œuvres ont été réunies à Paris, 1687 et 1743, 2 vol. in-12.
Belleroche est l'ancêtre de trois générations de comédiens. Son fils Paul Poisson s'illustra également dans les rôles de Crispin.

## Œuvres
- Les Foux divertissans (1680), dans les Œuvres de Mr Poisson, t. 2, Paris, Chez les Libraires associés, 1748 lire en ligne sur Gallica
- Lubin ou le sot vangé, 1678 lire en ligne sur Gallica
- Le baron de la crasse : Comédie représentée sur le théâtre royal de l'Hostel de Bourgogne. Seconde édition, Paris, Guillaume de Luynes, 1662 (lire en ligne).

Édition de référence
- Marie-Claude Canova-Green (dir.), Raymond Poisson. Théâtre complet, Paris, Classiques Garnier, 2022.